# Trzej filozofowie
Trzej filozofowie – obraz przypisywany Giorgionowi.
Obraz został namalowany na zamówienie weneckiego kolekcjonera Taddea Contariniego. Tytuł obrazu nie pochodzi od artysty. W najstarszych źródłach wzmiankowany jest jako Trzej filozofowie na tle krajobrazu (odnotowany już w 1525 roku), Trzej matematycy lub Trzej magowie oczekujący na pojawienie się komety.

## Opis obrazu
Obraz przedstawia trzech mężczyzn. Giorgione podzielił obraz na dwie części. Po prawej umieścił postacie wtopione w otaczającą ich przyrodę. Grupa drzew i skały po lewej stronie oddzielają ich od pejzażu, widocznego fragmentarycznie pośrodku. Trzy postacie, mimo iż są skupione wokół siebie, nie kontaktują się ze sobą, a ich spojrzenia i myśli skierowane są w inną stronę.

## Interpretacje
Temat obrazu nie został nigdy do końca ustalony, a historycy sztuki na przestrzeni wieków w różny sposób go interpretowali. To głównie na postaciach skupiono się, chcąc zinterpretować tajemniczą scenę. W 1948 roku po odrestaurowaniu dzieła oczom badaczy ukazało się drzewo figowe i liście bluszczu, symbolicznego odniesienia do Chrystusa. Na tej podstawie wysunięto hipotezę, iż Giorgone namalował trzech mędrców ze Wschodu. Inne interpretacje, związane z atrybutami widocznymi na płótnie, skłaniały się ku tezie, iż postacie są personifikacją trzech dyscyplin naukowych: fizyki, logiki i etyki. W XIX wieku widziano w nich personifikację filozofii starożytnej (brodaty starzec), arystotelizmu przedstawicielem którego miał być Awerroes (mężczyzna w turbanie) oraz filozofii przyrody (młody chłopiec). Inne interpretacje skierowane były w stronę związku postaci z przedstawicielami mistyczno-okultystycznych tajnych związków. Dowodem tego mają być litery umieszczone haftowanej szacie mężczyzny w turbanie – ALCH, które kojarzono z alchemią i naukami tajemnymi. Zainteresowania te były popularne w środowisku, z którego wywodził się zleceniodawca Contarini.
W kompozycji obrazu Giorgionego można dopatrzyć się wpływu Leonarda da Vinci i da Messiny, którzy mieli swój wpływ na późniejszą twórczość artysty. Stosuje on przykładowo perspektywę powietrzną Leonarda, podobna do tej z Madonny w grocie, tworząc odległość za pomocą kolejnych warstw niebieskawej mgły. Osiągnięte przez Giorgionego wyważenie światła i barwy stały się wizytówką późniejszego malarstwa weneckiego.

## Proweniencja
Obraz został zamówiony przez Taddea Contariniego, u którego znajdował się do 1525 roku. W 1636 roku dzieło znajdowało się w kolekcji Bartolomeo della Nave z Wenecji, a następnie w latach 1638-1649 w kolekcjach Hamiltona. Kolejnym właścicielem był Leopold Wilhelm Habsburg.